# Else Mayer
Pour les articles homonymes, voir Mayer.
Else Mayer, née le 21 février 1891 à Pforzheim et morte le 27 avril 1963 à Bonn, est une nonne allemande, militante des droits des femmes et féministe de la première vague. Elle a été l'une des pionnières du mouvement allemand de libération des femmes. Avec Alexandra Bischoff, elle a fondé le Erlöserbund (de), un couvent situé à Bonn.

## Biographie
Else Mayer était la fille de l'orfèvre allemand Victor Mayer. Elle a passé son enfance et sa jeunesse dans l'entreprise familiale avant de devenir religieuse. Après avoir visité plusieurs couvents, elle a décidé de fonder le sien, Erlöserbund, en 1916. Avec le soutien de sa famille, elle a acheté des bâtiments à Bonn et a commencé à soutenir les jeunes étudiantes qui recevaient un logement de sa part.
L'Erlöserbund a été fermé en 2005 et réorganisé en fondation caritative. La Fondation Else Mayer décerne un prix annuel, le prix Else Mayer, à des personnes considérées comme des successeurs idéologiques d'Else Mayer. Le prix est doté de 4 000 euros. La ministre allemande de l'éducation, Annette Schavan, a été la première lauréate de ce prix en 2006, et la journaliste et féministe allemande Alice Schwarzer a reçu le prix en 2007.
En 2019, la fondation Else-Mayer s'est dissoute et a transféré son patrimoine à l'association Hildegardis. Celle-ci accorde depuis lors un prêt Else-Mayer aux femmes qui font des études.